# Aaron Irving
Aaron Irving, född 3 mars 1996 i Edmonton, Alberta, Kanada, är en kanadensisk professionell ishockeyspelare. Irving har tidigare spelat för bland annat Edmonton Oil Kings och Storhamar IL. Från säsongen 2019/2020 spelar Irving för Örebro hockey.